# Cẩm Đường
Cẩm Đường là một xã thuộc huyện Long Thành, tỉnh Đồng Nai, Việt Nam.

## Địa lý
Xã Cẩm Đường nằm ở phía đông huyện Long Thành, có vị trí địa lý:
- Phía đông giáp xã Thừa Đức, huyện Cẩm Mỹ
- Phía tây giáp xã Bình Sơn và xã Bàu Cạn
- Phía nam giáp xã Thừa Đức, huyện Cẩm Mỹ
- Phía bắc giáp xã Sông Nhạn, huyện Cẩm Mỹ

Xã có diện tích 15,31 km², dân số năm 2018 là 8.122 người, mật độ dân số đạt 531 người/km².

## Hành chính
Xã Cẩm Đường được chia thành 3 ấp: 1, Cẩm Đường, Suối Quýt.

## Lịch sử
Ngày 6 tháng 11 năm 2006, Uỷ ban Nhân dân tỉnh Đồng Nai ban hành Quyết định 9537/QĐ-UBND, trong đó thành lập ấp 1 và ấp 2 từ một phần ấp Cẩm Đường.
Năm 2018, xã Cẩm Đường có diện tích 19,27 km², dân số là 10.622 người, mật độ dân số đạt 551 người/km².
Ngày 10 tháng 4 năm 2019, Ủy ban Thường vụ Quốc hội ban hành Nghị quyết số 673/NQ-UBTVQH14 (nghị quyết có hiệu lực từ ngày 1 tháng 6 năm 2019). Theo đó:
- Điều chỉnh 5,08 km² diện tích tự nhiên và 2.790 người của xã Cẩm Đường về xã Bình Sơn
- Điều chỉnh 1,12 km² diện tích tự nhiên và 290 người của xã Bình Sơn về xã Cẩm Đường.

Sau khi điều chỉnh, xã Cẩm Đường có 15,31 km² diện tích tự nhiên và 8.122 người.
Ngày 28 tháng 5 năm 2019, Hội đồng Nhân dân tỉnh Đồng Nai ban hành Nghị quyết 152/NQ-HĐND, trong đó
- Sáp nhập một phần ấp 7, ấp 11 của xã Bình Sơn và một phần ấp 2 của xã Cẩm Đường vào ấp 1.
- Giải thể ấp 2.

Từ đó, xã được chia thành 3 ấp như hiện nay.